# OGLE-TR-132b

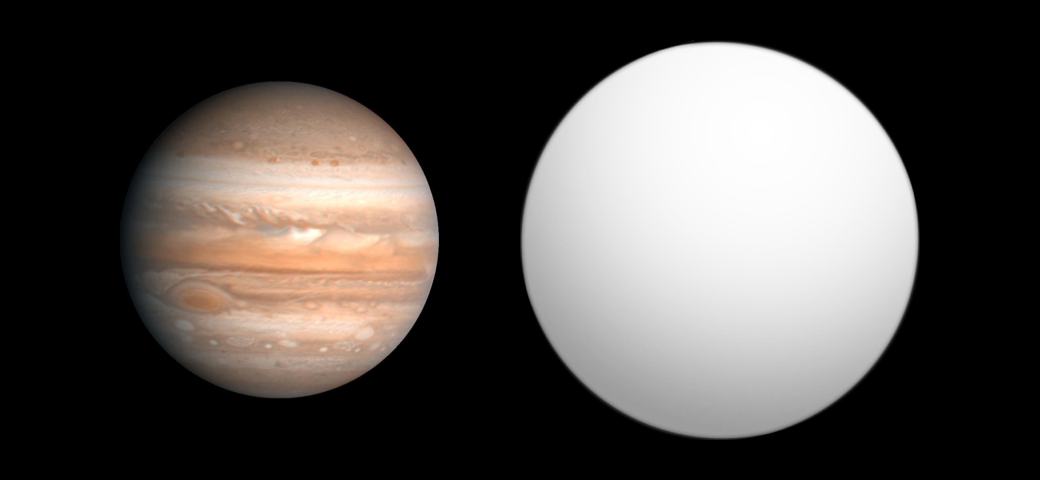

OGLE-TR-132b는 항성 OGLE-TR-132 주위를 돌고 있는 외계 행성이다.
2003년 OGLE 프로젝트가 OGLE-TR-132가 일정한 주기마다 어두워지고 있음을 감지해냈는데, 여기서 별 주위를 행성급 천체가 돌고 있다는 것을 알게 되었다. 시선 속도법으로는 행성의 질량을 정확히 알기 힘들다. 따라서 이 행성이 실제로는 훨씬 더 무거운 갈색 왜성이나 가벼운 적색 왜성일 가능성도 있었다. 2004년 이 동반 천체가 비로소 행성임이 검증되었다.
b의 질량은 목성의 약 1.14배이다. 행성의 궤도경사각이 밝혀졌기 때문에 이 질량값은 정확하다. 항성으로부터의 거리는 매우 가까운데, 이는 페가수스자리 51 b나 HD 209458 b(오시리스)보다도 가까운 값이다. 공전주기는 30.6시간이다. 이 행성의 반지름은 목성의 1.18배 수준인데 이는 통상적인 뜨거운 목성 이론에 따르면 작은 값이다.

## 같이 보기
- OGLE-TR-113b
- OGLE-TR-10 b
- OGLE-TR-111b
- OGLE-TR-56b
- OGLE2-TR-L9b

## 참고 문헌
1. ↑  Bouchy;  외. (2004). “Two new "very hot Jupiters" among the OGLE transiting candidates”. 《Astronomy and Astrophysics》 421: L13–L16. doi:10.1051/0004-6361:20040170.(웹 인쇄본)
2. ↑  Gillon;  외. (2007). “The transiting planet OGLE-TR-132b revisited with new spectroscopy and deconvolution photometry” (abstract). 《Astronomy and Astrophysics》 466: 743–748. doi:10.1051/0004-6361:20066367.(web Preprint)